# Hydrocorella spinifera
Hydrocorella spinifera is een hydroïdpoliep uit de familie Hydractiniidae. De poliep komt uit het geslacht Hydrocorella. Hydrocorella spinifera werd in 1962 voor het eerst wetenschappelijk beschreven door Stechow. 